# Barborka (Jeseníky)
Barborka je turistická chata ležící na jižním svahu nejvyšší hory Jeseníků, Pradědu, a při řece Bílá Opava, v nadmořské výšce 1320 m. Asi 250 m od chaty se nachází významná turistická křižovatka v Jeseníkách, rozcestí U Barborky. Na rozcestí vede hned trojice turistických značek – červená, zelená a modrá od Ovčárny – přičemž modrá se zde stáčí k chatě a pokračuje po proudu Bílé Opavy na Karlovu Studánku, zatímco zbývající dvě značky míří směrem na Švýcárnu a Červenohorské sedlo. Okolo chaty vede také trasa NS Bílá Opava a přes rozcestí trasa NS Se skřítkem okolím Pradědu. Díky své poloze patří mezi nejnavštěvovanější a nejoblíbenější chaty v Jeseníkách.

## Historie
Jedná se o nejmladší chatu na jižním svahu Pradědu (nedaleko se nachází např. Kurzovní chata). K vystavění došlo až v roce 1943, svůj název pak dostala po válce. Její prvopočátky se však dají vysledovat až do 2. poloviny 19. století a je spojena s rozvojem turistiky v Jeseníkách a především činností německého Moravsko-slezského sudetského horského spolku. Ten se kromě úpravy a označení horských cest zabýval také budováním útulen, skrýší a později i chaty, které nevznikly přebudování původně hospodářských objektů, především salaší.
Předchůdce Barborky stával mnohem výše, téměř na vlastním vrcholu Praděda, chráněn Tabulovými skalami. Výstavby útulny byla zahájena za velmi přísných podmínek v roce 1883. Vzhledem k řadě omezení a nařízení – plocha útulny nesměla být větší než 16 m², uvnitř se směla nacházet jen dřevěná lavice, stavba byla zastřešena drny, okna musela mířit k panskému lesu, aby bylo vidět, zda ji někdo využívá, od začátku podzimních lovů do jara nesměla být využívána a majitelé panství ji kdykoliv mohli zbořit – však nefungovala příliš dlouho. Během výstavby Habsburské věže na Pradědu v letech 1904 – 1912 zde byly vybudovány salaše pro koňské potahy.
Dne 21. května 1948 zde místní chatař Václav Myšák založil Horskou záchrannou službu Jeseníky, jak připomíná pamětní deska. Na začátku prosince 2014 zasáhl chatu požár, díky rychlému zásahu hasičů nestihl napáchat velké škody